# Bitzenstraße 34-36 (Hungen)

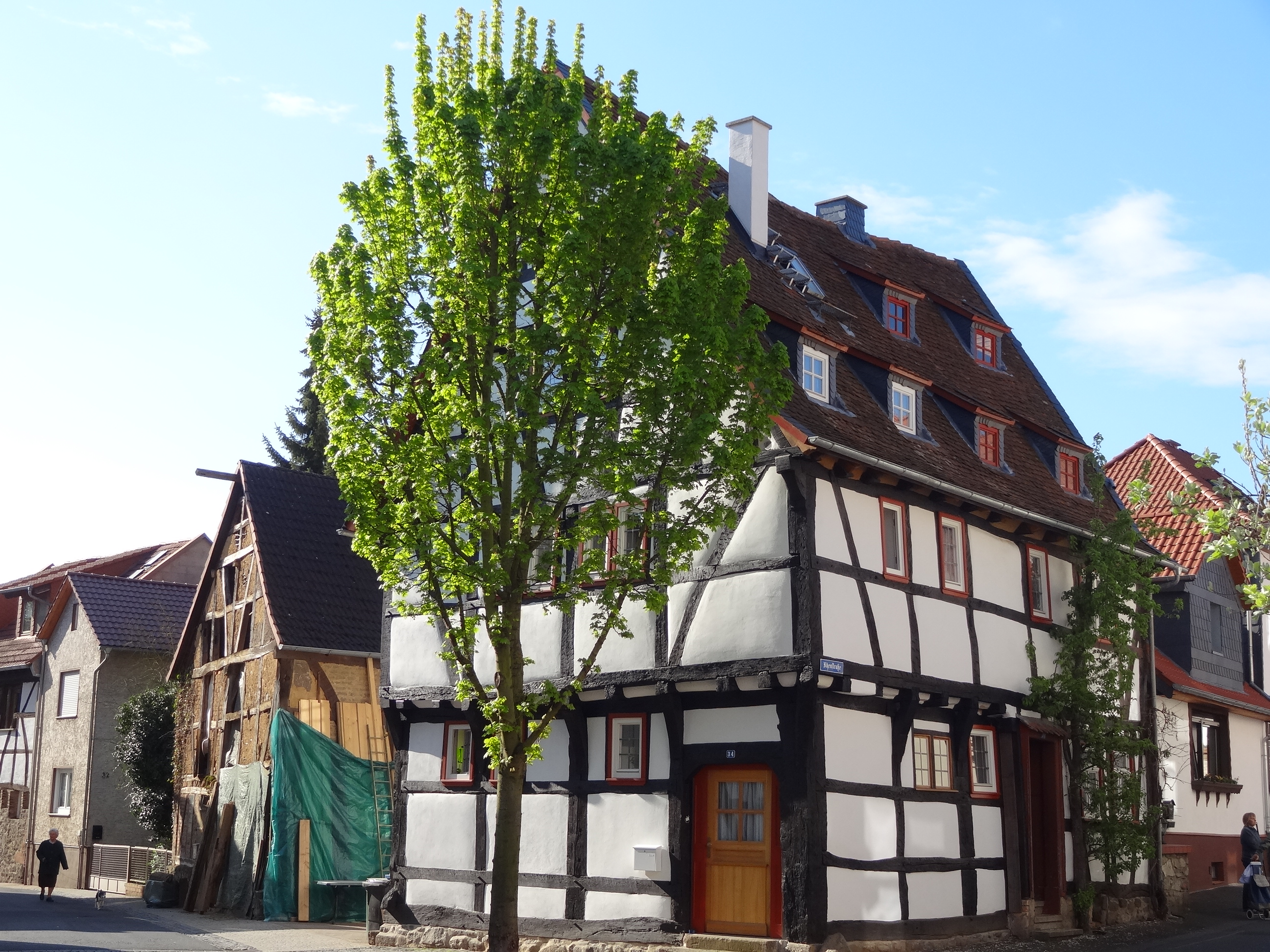
Bitzenstraße 34–36 von Norden

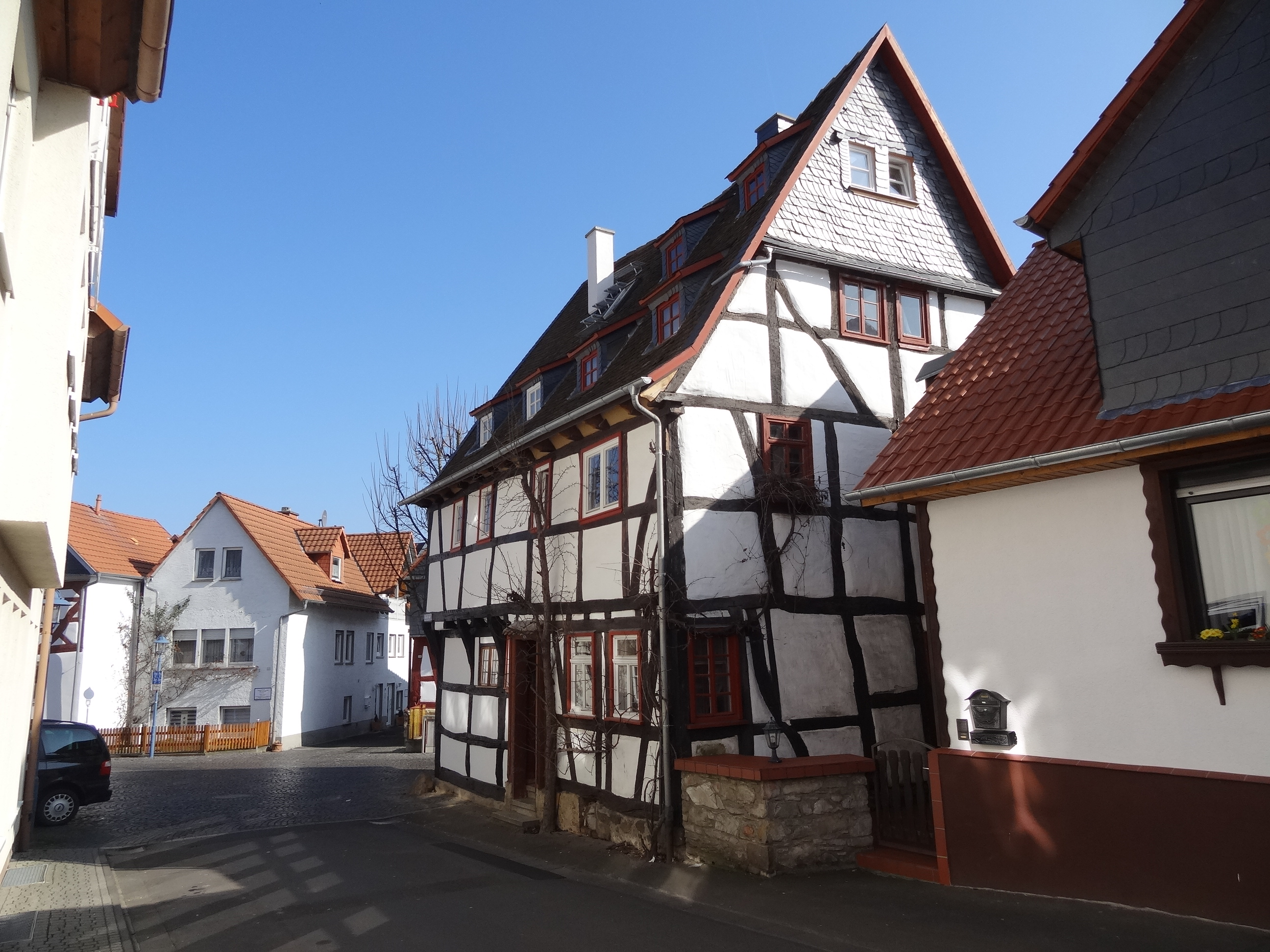
Bitzenstraße 34–36 von Süden

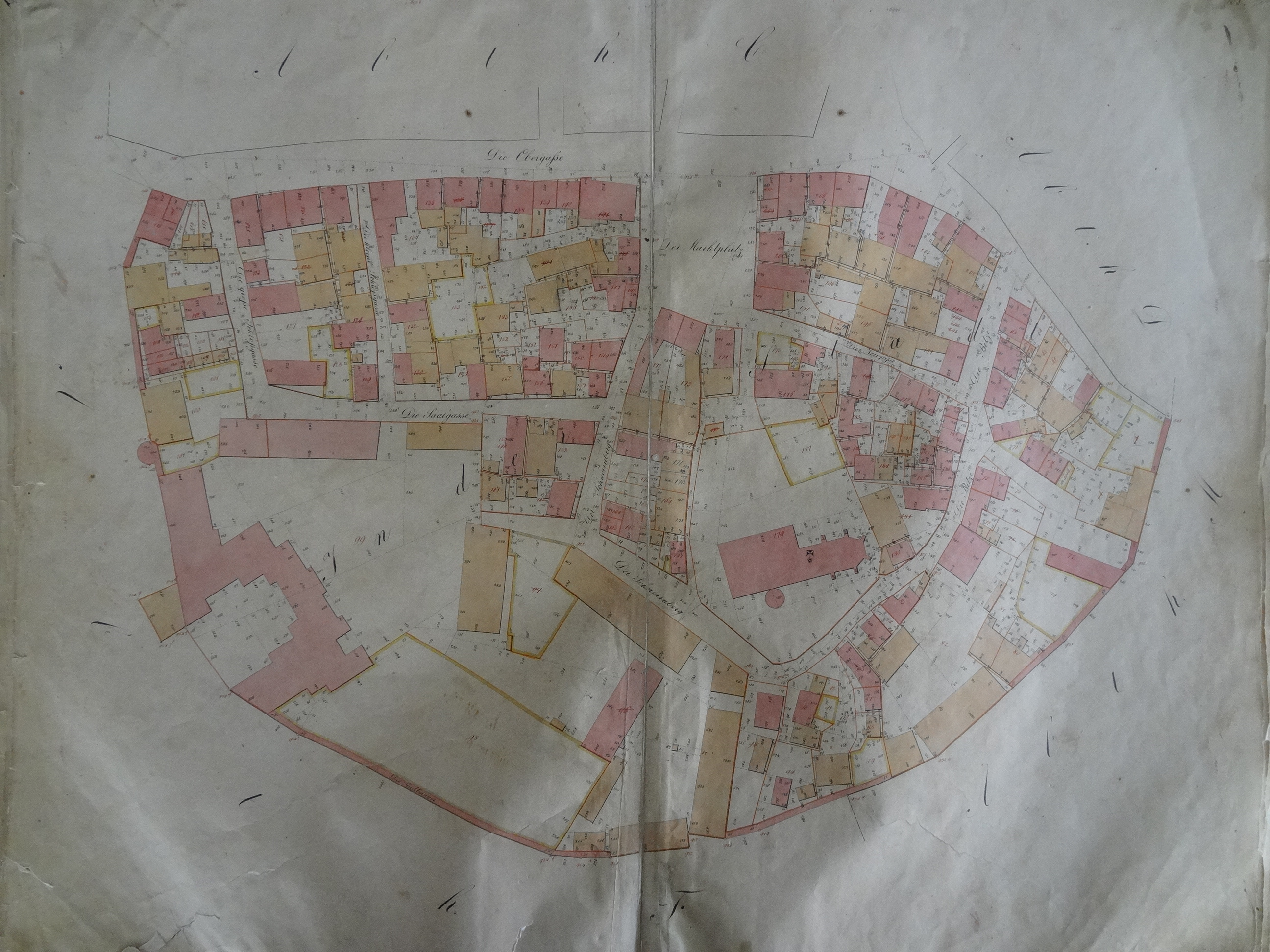
Parzellenkarten Hungen 1856–1862 mit dem Gebäude (rechte Seite Mitte)

Das spätmittelalterliche Fachwerkhaus in der Bitzenstraße 34–36 in Hungen, Landkreis Gießen, ist aus geschichtlichen und städtebaulichen Gründen ein hessisches Kulturdenkmal. Es ist das älteste Wohnhaus der Stadt Hungen und älteste Ackerbürgerhaus des Landkreises.
Das Eckhaus liegt exponiert an einem Straßendreieck, von dem die Bitzenstraße im Stadtkern in drei Richtungen verläuft, bergauf zur evangelischen Stadtkirche Hungen, zum Marktplatz sowie stadtauswärts über den Damm am Fluss Horloff (Dammweg). Dendrochronologische Untersuchungen an Balken des vorderen Hauses datieren das Gebäude auf das Jahr 1465.
Das zweigeschossige Gebäude steht auf einem niedrigen Natursteinsockel und vereint unter einem gemeinsamen Satteldach zwei separate Wohnungen mit ca. je 90 m². Das Gebäude wurde 1737 geteilt. Die Tür zur Bitzenstraße 34 befindet sich auf der Giebelseite, die Tür zur Bitzenstraße 36 auf der Traufseite. Die Giebelfassaden in Ständerbauweise und die stark gekrümmten Fachwerkschwellen verweisen auf das hohe Alter des Doppelwohnhauses. Der vordere Gebäudeteil (Nr. 34) zeigt im Gegensatz zum hinteren Teil zwischen Erdgeschoss und dem ersten Stock einen Überstand.
1618 kam eine Scheune hinzu. Die komplette Südwand (hintere Giebelwand) des Gebäudes wurde 1658 erneuert, erhalten geblieben sind die Eckständer, und der vordere Teil davon ca. 25 Zentimeter verkürzt. Der Grundriss ist seitdem nicht mehr vollkommen rechteckig. Bei der Hausteilung 1737 entstanden ein neuer Eingang sowie neue Wände. 1808 erhielt das Gebäude zwei Fachwerkställe. Bereits 1887/8 wurde das Fachwerk an der Ständerfassade zum Hof erneuert. 1984 wurde der Hinterbau Bitzenstraße 36 privat erworben und ausgebaut, 2008 erwarb der Hauseigentümer auch den Kopfbau Bitzenstraße 34 des Fachwerkhauses. 2009–2013 wurde der Kopfbau von Putz und Verkleidung freigelegt und restauriert. Die Stadtbauförderung bezuschusste den privaten Bauherrn mit 105.000 Euro, das Land Hessen mit 30.000 Euro und der Landkreis mit 11.000 Euro. Bei der Renovierung wurde die alte Bausubstanz weitgehend erhalten, und nur wenige Eichenbalken wurden durch Abrissfachwerk aus der Umgebung ersetzt. Der Kopfbau erhielt drei Dachgauben, der hintere Bau besaß bereits vier. Die Balken des Fachwerks sind in dunklem Braun gehalten, die Felder weiß.
2014 erhielten der Bauherr und drei Handwerker einen dritten Platz beim Bundespreis für Handwerk in der Denkmalpflege. Ebenso 2014 erhielt der Bauherr den Hessischen Denkmalschutzpreis „für die engagierte und sensible Instandsetzung und Sanierung des ältesten Ackerbürgerhauses (Baujahr 1465) im Landkreis Gießen“.